# 光州北部警察署
光州北部警察署（クァンジュプクブけいさつしょ）は、光州地方警察庁所管の警察署である。

## 管轄区域
- 北区

## 沿革
- 1988年8月1日 - 開署。
- 2007年7月2日 - 光州地方警察庁に所属変更。

## 組織
- 警務課
- 生活安全課
- 刑事課
- 捜査課
- 情報課
- 保安課
- 交通課
- 警備課

## 管轄地区隊
- 牛山地区隊
- 龍鳳地区隊
- 斗岩地区隊
- 東雲地区隊

## 管轄派出所
- 駅前派出所
- 日谷派出所
- 文興派出所
- 建国派出所
- 石谷派出所